# David Production
David Production Inc. (株式会社デイヴィッドプロダクション Kabushiki-gaisha Deividdo Purodakushon?) es un estudio de animación japonés, conocido principalmente por la adaptación a anime de la serie manga JoJo's Bizarre Adventure.

## Historia
La compañía fue fundada por el expresidente de Gonzo, Kōji Kajita, y su productor Taito Okiura en septiembre de 2007 tras haber dejado Gonzo. El primer trabajo de la compañía era como un subcontratista de animación, pero en 2009 David Production desempeñó su primera producción de animación completa como contratista principal con Ristorante Paradiso.
Fuji Television adquirió el estudio el 1 de agosto de 2014.
El nombre de la compañía deriva de la historia bíblica de David y Goliat, una historia elegida para representar "[la creación de] una buena animación con una gran narración y personajes" a pesar de ser más pequeña que otros estudios conocidos. El nombre también es un acrónimo de "Design Audio & Visual Illusion Dynamics".

## Obras

### Series de televisión
| Año  | Título                                                         | Director(es)                                | Fecha de primera transmisión | Fecha de última transmisión | Eps. | Notas                                                                                             | Refs.         |
| ---- | -------------------------------------------------------------- | ------------------------------------------- | ---------------------------- | --------------------------- | ---- | ------------------------------------------------------------------------------------------------- | ------------- |
| 2009 | Ristorante Paradiso                                            | Mitsuko Kase                                | 8 de abril de 2009           | 24 de junio de 2009         | 11   | Adaptación del manga escrito e ilustrado por Natsume Ono.                                         |               |
| 2009 | Tatakau Shisho: The Book of Bantorra                           | Toshiya Shinohara                           | 2 de octubre de 2009         | 2 de abril de 2010          | 27   | Adaptación de la novela ligera escrita por Ishio Yamagata e ilustrada por Shigeki Maeshima.       |               |
| 2011 | Level E                                                        | Toshiyuki Kato                              | 11 de enero de 2011          | 5 de abril de 2011          | 13   | Adaptación del manga escrito e ilustrado por Yoshihiro Togashi. Coproducción junto a Pierrot.     |               |
| 2011 | Ben-To                                                         | Shin Itagaki                                | 9 de octubre de 2011         | 25 de diciembre de 2011     | 12   | Adaptación de la novela ligera escrita por Asaura e ilustrada por Kaito Shibano.                  |               |
| 2012 | Inu x Boku SS                                                  | Naokatsu Tsuda                              | 12 de enero de 2012          | 29 de marzo de 2012         | 12   | Adaptación del manga escrito e ilustrado por Cocoa Fujiwara.                                      |               |
| 2012 | JoJo's Bizarre Adventure: The Animation                        | Naokatsu Tsuda Kenichi Suzuki               | 5 de octubre de 2012         | 5 de abril de 2013          | 26   | Adaptación del manga escrito e ilustrado por Hirohiko Araki.                                      |               |
| 2013 | Choujigen Game Neptune The Animation                           | Masahiro Mukai                              | 12 de julio de 2013          | 27 de septiembre de 2013    | 12   | Adaptación de la serie de videojuegos de Idea Factory y Compile Heart.                            |               |
| 2014 | JoJo's Bizarre Adventure: Stardust Crusaders                   | Naokatsu Tsuda Kenichi Suzuki               | 5 de abril de 2014           | 13 de septiembre de 2014    | 24   | Secuela de JoJo's Bizarre Adventure: The Animation.                                               |               |
| 2015 | JoJo's Bizarre Adventure: Stardust Crusaders - Battle in Egypt | Naokatsu Tsuda Kenichi Suzuki               | 9 de enero de 2015           | 19 de junio de 2015         | 24   | Secuela de JoJo's Bizarre Adventure: Stardust Crusaders.                                          |               |
| 2016 | JoJo's Bizarre Adventure: Diamond Is Unbreakable               | Naokatsu Tsuda Yūta Takamura Toshiyuki Kato | 2 de abril de 2016           | 24 de diciembre de 2016     | 39   | Secuela de JoJo's Bizarre Adventure: Stardust Crusaders 2nd Season.                               |               |
| 2016 | Monster Hunter Stories: Ride On                                | Mitsuru Hongo                               | 2 de octubre de 2016         | 1 de abril de 2018          | 75   | Adaptación de una serie de videojuegos de Capcom.                                                 |               |
| 2017 | Sakurada Reset                                                 | Shinya Kawatsura                            | 5 de abril de 2017           | 13 de septiembre de 2017    | 24   | Adaptación de la novela ligera escrita por Yutaka Kōno e ilustrada por You Shiina.                |               |
| 2018 | Captain Tsubasa (2018)                                         | Toshiyuki Kato                              | 2 de abril de 2018           | 1 de abril de 2019          | 52   | Adaptación del manga escrito e ilustrado por Yōichi Takahashi.                                    |               |
| 2018 | Hataraku Saibō                                                 | Kenichi Suzuki                              | 7 de julio de 2018           | 29 de septiembre de 2018    | 13   | Adaptación del manga escrito e ilustrado por Akane Shimizu.                                       | [ 6 ]         |
| 2018 | JoJo's Bizarre Adventure: Golden Wind                          | Naokatsu Tsuda Yūta Takamura Toshiyuki Kato | 6 de octubre de 2018         | 28 de julio de 2019         | 39   | Secuela de JoJo's Bizarre Adventure: Diamond Is Unbreakable.                                      | [ 7 ]         |
| 2019 | En'en no Shōbōtai                                              | Yūki Yase                                   | 5 de julio de 2019           | 27 de diciembre de 2019     | 24   | Adaptación del manga escrito e ilustrado por Atsushi Ōkubo.                                       | [ 8 ]         |
| 2019 | Ensemble Stars!                                                | Yasufumi Soejima Mazakazu Hishida           | 7 de julio de 2019           | 22 de diciembre de 2019     | 24   | Adaptación de un juego para teléfonos inteligentes de Happy Elements.                             |               |
| 2020 | En'en no Shōbōtai: Ni no Shō                                   | Tatsuma Minamikawa                          | 3 de julio de 2020           | 11 de diciembre de 2020     | 24   | Secuela de Enen no Shouboutai.                                                                    | [ 9 ]         |
| 2020 | Strike Witches: Road to Berlin                                 | Hideya Takahashi Kazuhiro Takamura          | 8 de octubre de 2020         | 24 de diciembre de 2020     | 12   | Secuela de Strike Witches 2.                                                                      |               |
| 2021 | 2.43: Seiin Kōkō Danshi Volley-bu                              | Yasuhiro Kimura                             | 8 de enero de 2021           | 26 de marzo de 2021         | 12   | Adaptación de la novela ligera escrita por Yukako Kabei e ilustrada por Aiji Yamakawa.            |               |
| 2021 | Hataraku Saibō 2nd Season                                      | Hirofumi Ogura                              | 9 de enero de 2021           | 27 de febrero de 2021       | 8    | Secuela de Hataraku Saibō.                                                                        |               |
| 2022 | Urusei Yatsura                                                 | Hideya Takahashi Yasuhiro Kimura            | 14 de octubre de 2022        | 24 de marzo de 2023         | 23   | Segunda adaptación del manga escrito e ilustrado por Rumiko Takahashi; siendo la primera en 1981. | [ 10 ]        |
| 2023 | Undead Unluck                                                  | Yūki Yase                                   | 7 de octubre de 2023         | 23 de marzo de 2024         | 24   | Adaptación del manga escrito e ilustrado por Yoshifumi Tozuka.                                    | [ 11 ]        |
| 2024 | Urusei Yatsura Part 2                                          | Hideya Takahashi Yasuhiro Kimura            | 12 de enero de 2024          | 21 de junio de 2024         | 23   | Secuela de Urusei Yatsura.                                                                        | [ 12 ] [ 13 ] |
| 2025 | En'en no Shōbōtai: San no Shō                                  | Tatsuma Minamikawa                          | 5 de abril de 2025           | 21 de junio de 2025         | 12   | Secuela de En'en no Shōbōtai: Ni no Shō.                                                          | [ 14 ] [ 15 ] |
| 2025 | Onmyō Kaiten Re:Birth                                          | Hideya Takahashi                            | 3 de julio de 2025           | —                           | —    | Historia original.                                                                                | [ 16 ] [ 17 ] |
| 2026 | En'en no Shōbōtai: San no Shō Part 2                           | —                                           | Enero de 2026                | —                           | —    | Secuela de En'en no Shōbōtai: San no Shō.                                                         | [ 18 ]        |

### Películas
| Año  | Título                                                                           | Director(es)                    | Duración | Notas                                                                                      | Refs.  |
| ---- | -------------------------------------------------------------------------------- | ------------------------------- | -------- | ------------------------------------------------------------------------------------------ | ------ |
| 2016 | Planetarian: Hoshi no Hito                                                       | Naokatsu Tsuda                  | 117m     | Secuela de Planetarian: Chiisana Hoshi no Yume.                                            | [ 19 ] |
| 2020 | Hataraku Saibou!!: Saikyou no Teki, Futatabi. Karada no Naka wa "Chou" Oosawagi! | Hirofumi Ogura                  | 112m     | Secuela de Hataraku Saibō 2nd Season.                                                      |        |
| 2021 | Misaki no Mayoiga                                                                | Shinja Kawatsura                | 100m     | Adaptación de la novela ligera escrita por Sachiko Kashiwaba e ilustrada por Yukiko Saito. |        |
| 2022 | Ensemble Stars!! Road to Show!!                                                  | Asami Nakatani Mazakazu Hishida | 72m      | Adaptación de un juego para teléfonos inteligentes de Happy Elements.                      | [ 20 ] |

### OVAs
| Año  | Título                    | Director(es)                    | Fecha de primera transmisión | Fecha de última transmisión | Eps. | Notas                                                         | Refs.  |
| ---- | ------------------------- | ------------------------------- | ---------------------------- | --------------------------- | ---- | ------------------------------------------------------------- | ------ |
| 2009 | Dogs: Bullets & Carnage   | Tatsuya Abe                     | 19 de mayo de 2009           | 17 de julio de 2009         | 4    | Adaptación del manga escrito e ilustrado por Shirow Miwa.     | [ 21 ] |
| 2012 | Lost Forest               | Yasufumi Soejima                | 9 de enero de 2012           | 9 de enero de 2012          | 1    | Video musical animado para la canción "Lost Forest" de MOKA☆. |        |
| 2017 | Kishibe Rohan wa Ugokanai | Toshiyuki Kato Yasufumi Soejima | 20 de septiembre de 2017     | 25 de marzo de 2020         | 4    | Adaptación del manga escrito e ilustrado por Hirohiko Araki.  |        |

### ONAs
| Año  | Título                                   | Director(es)                                    | Fecha de primera transmisión | Fecha de última transmisión | Eps. | Notas                                                                              | Refs.  |
| ---- | ---------------------------------------- | ----------------------------------------------- | ---------------------------- | --------------------------- | ---- | ---------------------------------------------------------------------------------- | ------ |
| 2016 | Planetarian: Chiisana Hoshi no Yume      | Naokatsu Tsuda                                  | 7 de julio de 2016           | 4 de agosto de 2016         | 5    | Adaptación de la novela visual de Key.                                             | [ 19 ] |
| 2021 | JoJo's Bizarre Adventure: Stone Ocean    | Kenichi Suzuki Toshiyuki Kato                   | 1 de diciembre de 2021       | 1 de diciembre de 2022      | 38   | Secuela de JoJo's Bizarre Adventure: Golden Wind.                                  | [ 22 ] |
| 2022 | Spriggan                                 | Hiroshi Kobayashi                               | 18 de junio de 2022          | 18 de junio de 2022         | 6    | Adaptación del manga escrito por Hiroshi Takashige e ilustrado por Ryōji Minagawa. | [ 23 ] |
| —    | JoJo's Bizarre Adventure: Steel Ball Run | Toshiyuki Kato Hideya Takahashi Yasuhiro Kimura | —                            | —                           | —    | Secuela de JoJo's Bizarre Adventure: Stone Ocean.                                  | [ 24 ] |

### Como colaborador
- Code Geass: Lelouch of the Rebellion R2 (producción principal: Sunrise; asistente de producción para dos episodios, 2008)
- Soul Eater (producción principal: Bones; asistente de producción en algunos episodios, 2008-2009)
- Inazuma Eleven (manga) (producción principal: Oriental Light and Magic; asistente de producción en algunos episodios, 2008-2009)
- Kuroshitsuji (producción principal: A-1 Pictures; asistente de producción en algunos episodios, 2008-2009)